# Bassai
Bassai (拔塞 Bassai?, “ataque a una fortaleza”) es una serie de katas de algunos estilos de karate, que fue renombrada por Gichin Funakoshi desde Passai.

## Historia
Este kata ha sido usado y practicado en muchas culturas como la china, ryūkyū, japonesa y coreana. Los orígenes de este kata son oscuros, sin embargo hay varias teorías acerca de su historia.
Algunos investigadores como Akio Kinjo creen que el kata Passai está relacionado con las formas de boxeo chino del Leopardo y del León: él piensa que el primer movimiento del kata, donde uno da un paso hacia delante girando la cadera hacia un lado y realiza un bloqueo fuerte con el puño cerrado, es representativo del boxeo del Leopardo, mientras otros movimientos son más representativas del boxeo del León (técnicas de mano abierta y pisadas fuertes).
Katsumi Murakami, un estudiante directo de mentes preclaras como Choshin Chibana (Shorin-ryu), Motokatsu Inoue (Ryukyu Kobujutsu), Juhatsu Kyoda (Toion-ryu) y muchos otros, basado en su conocimiento de las artes marciales chinas, dice que algunas partes le recuerdan a la forma Wuxin Quan ("Puño de los cinco elementos") de Xingyi Quan (kung fu).
Se pueden ver las relaciones entre la "Matsumura no Passai" (nombrada así por el gran maestro de karate Soken Matsumura), la "Oyadomari no Passai" (nombrada por la leyenda del karate de Tomari) y el "Itosu no Passai Dai". La versión de Matsumura parece que mantiene una esencia china, mientras que la versión de Oyadomari es una forma más "okinawanizada", que fue posteriormente modificada por la única versión moderna okinawense de hoy en día.
El Passai/Bassai de Funakoshi es claramente el Passai Dai de Itosu, que es muy similar al "Ishimine no Passai", que se cree que proviene de Bushi Ishimine.

## Etimología
El nombre en sí, mantiene Kinjo, significa de hecho "Leopardo-León" en chino, que sería pronunciado "Baoshi" en mandarín, "Baassai" en el dialecto fuzhou" y "Pausai" en el dialecto Quanzhou.
| en chino tradicional, 豹獅; en chino simplificado, 豹狮) |                            |              |
| Dialecto                                                 | Transcripción fonética     | IPA          |
| Mandarín                                                 | Pinyin: bàoshī             | [ pɑʊ˥˩ʂɨ˥ ] |
| Dialecto fuzhou                                          | Foochow romanizado: Bá-săi | [ pa˥sai˥ ]  |
| Xiamen Min Nan                                           | Peh-oe-ji: pà-sai          | [ pa˥˧sai˥ ] |

Otras teorías incluyen en el significado de Passai "ocho fortalezas". Otro notorio historiador de karate okinawense Tetshuhiro Hokama incluso ha hipotetizado que puede representar un nombre personal.

## Katas
1. Bassai Dai
2. Bassai Sho